# Kwartalnik Akademicki
Kwartalnik Akademicki – pismo założone przez ówczesnego prorektora prof. Wojciecha Tomasika i redagowane przez Wiesława Trzeciakowskiego, bydgoskiego pisarza i tłumacza literatury niemieckiej (Novalis), jako pismo Akademii Bydgoskiej (obecnie Uniwersytet Kazimierza Wielkiego) w Bydgoszczy. 
Pierwszy numer KA ukazał się wiosną 2003 r. Oprócz działu o uczelni, kwartalnik proponował wiersze, Galerię Kwart-Aka (fotosy, malarstwo, rzeźba), dzienniki z podróży naukowych, cykl "Profesorów portret własny" (profesorowie o sobie, zdjęcia z domowego albumu), dział recenzji, ciekawe szkice, artykuły. Współpracownicy W.Trzeciakowskiego: M.Zawodniak (dział o uczelni), M.Habel (promocja, sprawy organizacyjne), G.Klonowski (skład komp., oprac.graficzne). 
Pismo osiągnęło wysoki poziom i miało bardzo dobrą opinię w różnych kręgach. Miało też duży wpływ na kształtowanie wizerunku bydgoskiego środowiska humanistycznego. Na łamach kwartalnika ukazywały się publikacje takich autorów, jak: prof. Andrzej Lam (Warszawa), prof. J.Banaszak (Bydgoszcz), prof.UKW A.S.Dyszak (Bydgoszcz), Wiesław Trzeciakowski, K.Kuczkowski (Sopot, redaktor dwumiesięcznika literackiego TOPOS), prof. Z.Zarębianka (Kraków), prof. S.Kaczmarek (Poznań, Bydgoszcz), prof. J.Speina (Toruń), prof. J.Kryszak (Toruń), i inni. 
Pismo uległo rozwiązaniu w lipcu 2005 w wyniku rezygnacji redaktora naczelnego oraz decyzji rektora UKW (A.Marcinkowski). Ostatni numer pisma (10) ukazał się w czerwcu 2005 r. 